# Socialistická sovětská republika Abcházie
Socialistická sovětská republika Abcházie (abchazsky Асоветтә Социалисттә Республика Аԥсны; rusky Социалистическая Советская Республика Абхазия – Socialističeskaja Sovětskaja Respublika Abchazija; zkráceně SSRA) byla svazová republika zřízená na území Abcházie. Existovala od roku 31. března 1921 do 19. února 1931. Po dobu své existence měla SSRA zvláštní statut a tvořila unii s Gruzínskou SSR. Spolu s ní se stala součástí Zakavkazské SFSR.

## Vznik
Abcházie, která byla v letech 1918–1921 jako území s rozšířenou autonomií součástí Gruzínské demokratické republiky, se dostala pod správu bolševiků, když Rudá armáda podnikla invazi do Gruzie v únoru a březnu 1921. 4. března Rudá armáda dobyla za asistence místní protigruzínské domobrany Suchumi, kde byl ihned zřízen abchazský revoluční výbor (Revkom). 31. března 1921 zde uspořádal Sergo Ordžonikidze, Šalva Eliava, Efrém Ešba a Nestor Lakoba konferenci, na které vyhlásili vznik Socialistické sovětské republiky Abcházie. Její statut ale zatím nebyl uznán ani dořešen. Až 21. května 1921 byla SSRA gruzínským Revkomem uznána.

## Existence SSRA

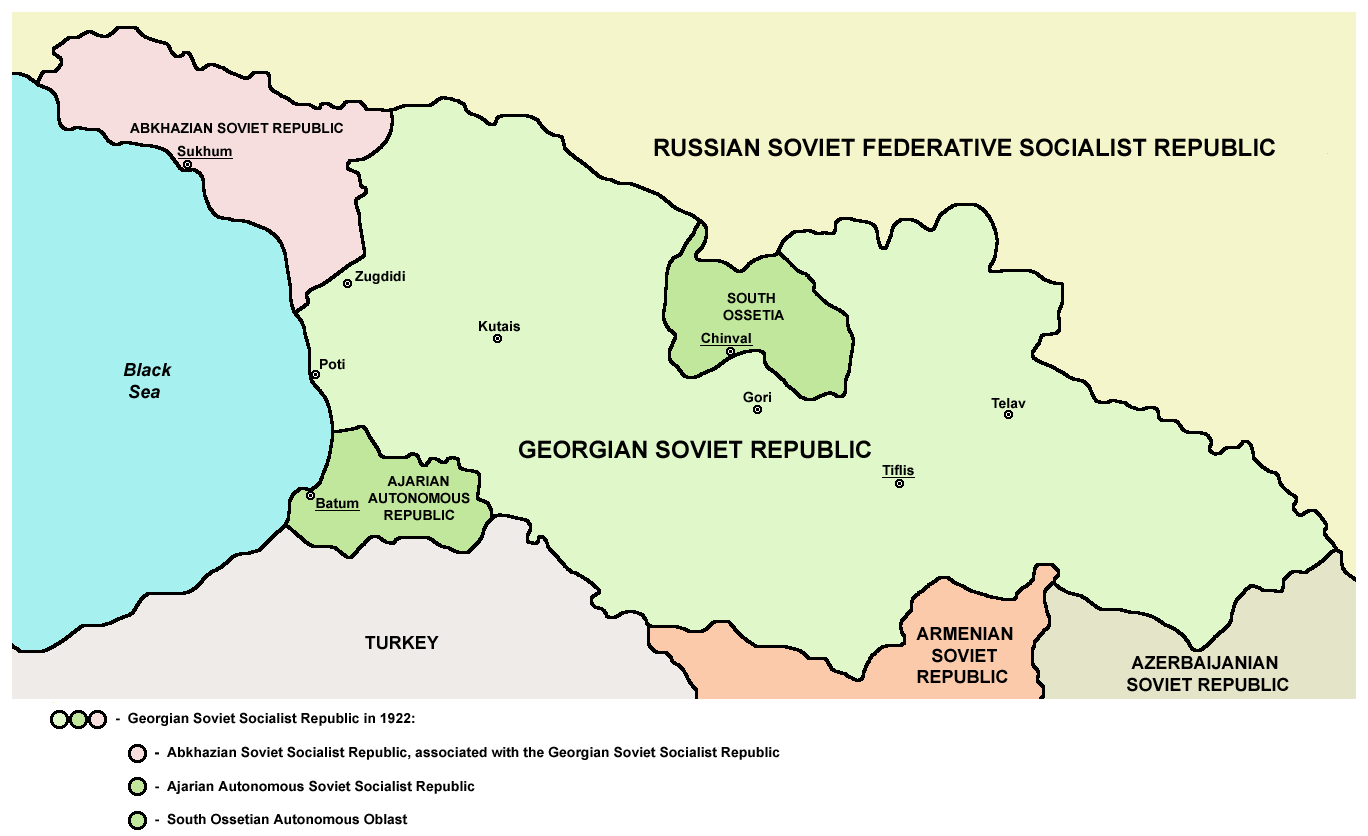
SSRA (růžová) a Gruzínská SSR (zelená) v roce 1922

Dne 16. prosince 1921 byla podepsána dohoda mezi SSRA a Gruzínskou SSR, podle které se Abcházie vzdala některých svých prvků státní suverenity ve prospěch Gruzie a vytvořili unii (Abcházie měla statut tzv. smluvní republiky), do které zařadili společnou politiku, finance a vojenství, takže se Abcházie dostala zcela pod gruzínský vliv. Společně pak 12. března 1922 vstoupily do Zakavkazské SFSR a 30. prosince se připojily k Sovětskému svazu. To bylo stvrzeno abchazskou ústavou z 1. dubna 1925. Podle sovětské ústavy z roku 1924 však byla Abcházie považována za autonomní republiku.

## Degradace na ASSR
19. února 1931 byl na Stalinův rozkaz statut abchazské autonomie degradován ze svazové republiky na autonomní republiku v rámci Gruzínské SSR. Sovětské vedení tak potrestalo Abcházii a jejího vůdce Nestora Lakobu za selhání při potlačování odporu rolníků proti kolektivizaci. Od té doby až do zániku SSSR nesla Abcházie název Abchazská autonomní sovětská socialistická republika.

## Seznam představitelů SSRA
První tajemník komunistické strany v Abcházii
- G. Krištof (6. března 1921–1921)
- Pjotr Semjonovič Agniašvili (1921)
- Larionov (1921)
- Nikolaj Samsonovič Svanidze (1921–1922)
- S.A. Gubelija-Mezdmarišvili (1922)
- Nikolaj Nikolajevič Akirtava (1922–1923)
- G.M. Makarov (1923–1924)
- Jervand Michailovič Asribekov (1924–1925)
- Georgij Fjodorovič Sturua (1925–1927)
- Alexandr Semjonovič Amas (1928–1931)

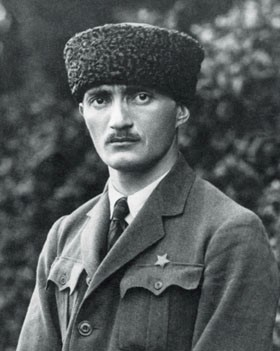
Nestor Lakoba, de facto vůdce SSRA v letech 1921–1936

Předseda abchazského Revolučního výboru (Revkomu)
- Efrém Alexejevič Ešba (8. dubna 1918 – 16. května 1918), poprvé
- N.E. Žvanija (17. února 1921 – 6. března 1921)
- Efrém Alexejevič Ešba (6. března 1921 – 16. ledna 1922), podruhé

Předseda abchazského Ústředního výkonného výboru
- Efrém Alexejevič Ešba (1922)
- Samson Alexejevič Kartozija (1922–1923)
- Samson Jakovlevič Čanba (1925 – duben 1930)
- Nestor Apollonovič Lakoba (duben 1930 – 28. prosince 1936)

Předseda Rady lidových komisařů Abcházie
- Nestor Apollonovič Lakoba (1922 – 19. prosince 1936)